# Matsuno
Matsuno (松野町?) è una cittadina giapponese della prefettura di Ehime.